# Камйонек (Опольське воєводство)
Камйонек (пол. Kamionek) — село в Польщі, у гміні Ґоґолін Крапковицького повіту Опольського воєводства.
Населення — 663 особи (2011).

## Демографія
Демографічна структура станом на 31 березня 2011 року:
|          | Загалом | Допрацездатний вік | Працездатний вік | Постпрацездатний вік |
| -------- | ------- | ------------------ | ---------------- | -------------------- |
| Чоловіки | 310     | 49                 | 220              | 41                   |
| Жінки    | 353     | 52                 | 210              | 91                   |
| Разом    | 663     | 101                | 430              | 132                  |